# Цабай-Чапор
Цабай-Чапор (словац. Cabaj-Čápor) — село, громада округу Нітра, Нітранський край. Кадастрова площа громади — 34.42 км².
Населення 4300 осіб  (станом на 31 грудня 2019 року).

## Історія
Цабай-Чапор згадується 1113 року.

## Населення
| Рік:            | 1994. | 2004.   | 2014.    | 2024.   |
| --------------- | ----- | ------- | -------- | ------- |
| Кількість осіб: | 3270  | 3562    | 4042     | 4358    |
| Різниця:        |       | +8,92 % | +13,47 % | +7,81 % |

| Рік:            | 2023. | 2024.   |
| --------------- | ----- | ------- |
| Кількість осіб: | 4318  | 4358    |
| Різниця:        |       | +0,92 % |